# Parviterribacter kavangonensis
Parviterribacter kavangonensis es una especie de  bacteria grampositiva del género Parviterribacter. Fue descrita en el año 2016, es la especie tipo. Su etimología hace referencia a Kavango, región de Namibia. Es aerobia y móvil. Catalasa y oxidasa positivas. Tiene un tamaño de 0,6-0,7 μm de ancho por 1-1,5 μm de largo. Forma colonias lisas, brillantes, convexas, traslúcidas, de color rosa claro y con márgenes enteros. Temperatura de crecimiento entre 13-43 °C, óptima de 35-43 °C. Tiempo de duplicación de 9 horas. Tiene un contenido de G+C de 72,8%. Se ha aislado del suelo de la sabana en Kavango, Namibia. 